# Forgotten Realms

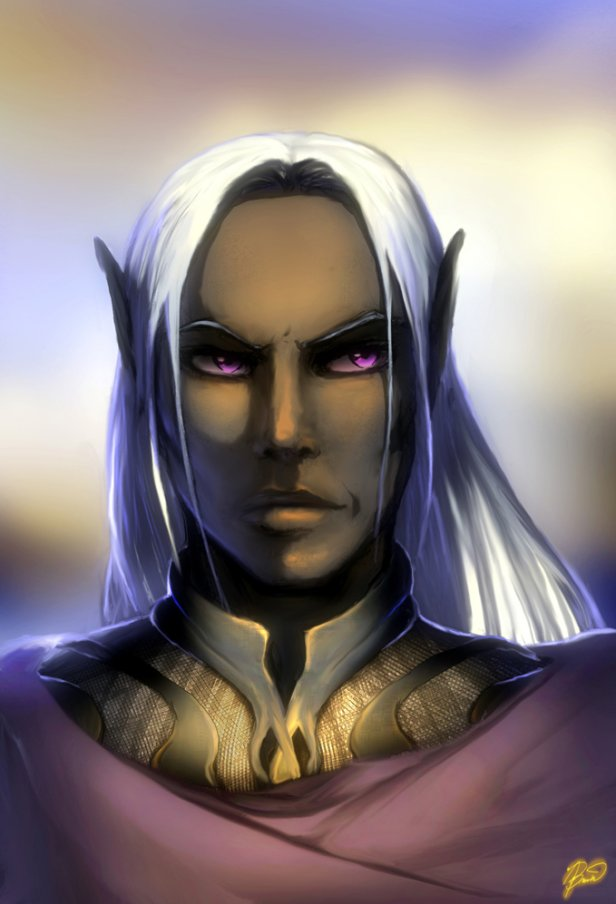
Uno dei protagonisti, Drizzt Do'Urden

Forgotten Realms (a volte tradotto in Reami Perduti oppure Reami Dimenticati) è un universo immaginario per il gioco di ruolo fantasy Advanced Dungeons & Dragons (AD&D) creato negli anni ottanta dall'autore e game designer canadese Ed Greenwood, e in seguito adattato per essere usato anche nelle nuove versioni di Dungeons & Dragons.
Solitamente abbreviato con la sigla FR o chiamato semplicemente Reami, il mondo è stato sviluppato dapprima con articoli apparsi sull'edizione americana della rivista Dragon, poi con la pubblicazione di un numero elevatissimo di manuali di gioco e supplementi e di una lunga serie di romanzi, scritti, oltre che dallo stesso Greenwood, da numerosi autori differenti, fra i quali R.A. Salvatore, dalla cui fertile penna è nato il celebre drow Drizzt Do'Urden e il mondo sotterraneo chiamato Underdark. Anche i videogiochi, tra cui Baldur's Gate, hanno contribuito, oltre che ad espandere la conoscenza dei Reami, ad aumentare notevolmente la loro diffusione fra i giocatori di Dungeons & Dragons. Forgotten Realms è attualmente una delle ambientazioni più longeve della storia dei giochi di ruolo fantasy ed è, assieme ad Eberron e Dragonlance, una delle tre ambientazioni per cui la Wizards of the Coast (WotC) pubblica ancora materiale.

## Ambientazione

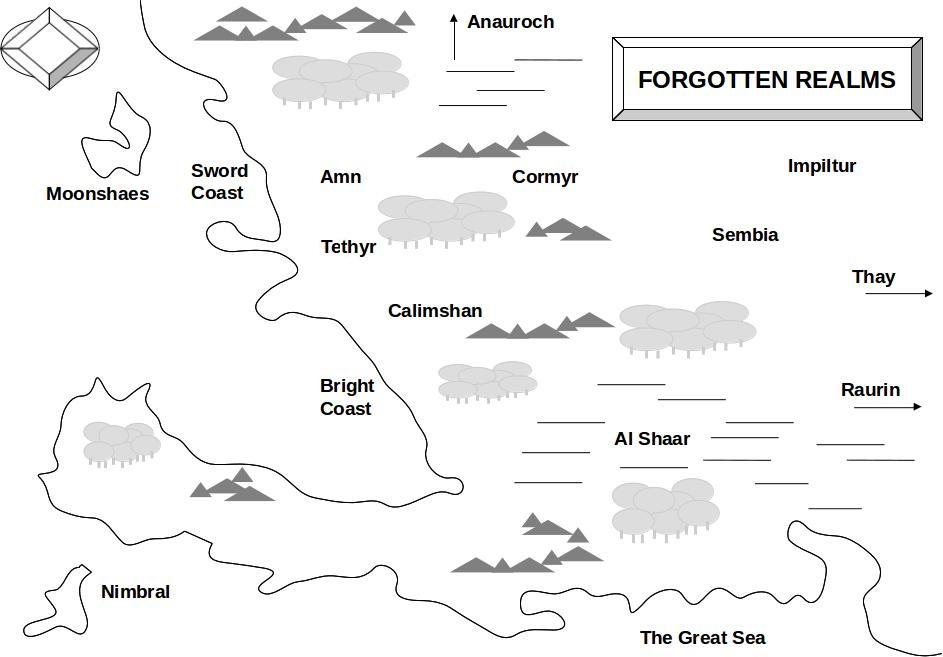
Forgotten Realms

Punto focale dell'ambientazione è il pianeta immaginario Abeir-Toril, spesso abbreviato in Toril, del tutto simile alla Terra; come essa infatti è formato da mari e da più continenti, di cui il più importante è di gran lunga Faerûn. Gli altri finora scoperti sono Anchorome, Kara-Tur, Maztica e Zakhara.
- Kara-Tur è un'ambientazione originariamente descritta nel manuale di regole Oriental Adventures del 1985 per AD&D Prima Edizione. Successivamente è stata inclusa nei Forgotten Realms con il supplemento Kara-Tur - The Eastern Realms del 1988.
- Maztica è stato introdotto con una trilogia di romanzi il cui autore ha in seguito scritto il supplemento Maztica Campaign Setting del 1991, che, oltre a riportare gli eventi descritti nei libri, aggiunge molte altre informazioni sul continente.
- Zakhara è la terra in cui si svolgono gli eventi dell'ambientazione per AD&D Seconda Edizione Al-Qadim, descritta principalmente nel supplemento Land of Fate del 1992.
- Anchorome è stato introdotto con il supplemento Gold & Glory del 1992 nel paragrafo "Storia" della compagnia mercenaria Pugno Fiammante; le informazioni su questo continente sono estremamente limitate, tanto che nel manuale base della terza revisione non è stato neppure nominato.

Toril ha in orbita attorno a sé un satellite naturale simile alla luna terrestre, chiamato nel Faerûn Selûne, lo stesso nome della dea delle stelle; attorno al pianeta, sulla scia di Selûne, orbita anche uno sciame di asteroidi chiamato Lacrime di Selûne.

## Trama
La storia dei Forgotten Realms, raccontata dettagliatamente in molti manuali, è densa di eventi straordinari come voli di draghi, guerre sanguinose, deicidi, invasioni barbariche, cadute di antichi e potenti imperi. 
- Creazione di Abeir-Toril

## Personaggi
Molti sono i personaggi che vivono nei Reami, sia buoni che malvagi, che il Dungeon Master può utilizzare per le sue avventure.
- Drizzt Do'Urden, ranger di razza drow
- Elminster, leggendario arcimago ed Eletto di Mystra, creato da Ed Greenwood
- Khelben "Bastone Nero" Arunsun, consigliere dei Lord di Waterdeep
- Manshoon, crudele e subdola mente degli Zhentarim

- Altri personaggi faerûniani

Nei Reami vivono una miriade di razze diverse, ma quella umana è la predominante su tutti i continenti conosciuti. Sono presenti tutte le razze standard descritte nel Manuale del Giocatore, ed alcune di esse sono ulteriormente divise in sottorazze. Ad esempio, gli elfi, o Tel'quessir, si suddividono nelle sottorazze Elfi della Luna, Elfi del Sole, Drow, Elfi dei Boschi, Elfi Selvaggi, Elfi Marini. Tutte le classi base presenti nel Manuale del Giocatore possono essere utilizzate, anche se alcune combinazioni razza-classe sono sconsigliate (ma non vietate). La regione di appartenenza del personaggio, da scegliere nella fase di creazione, ricopre un ruolo fondamentale, non solo dal punto di vista dell'aspetto fisico, del modo di vivere e della personalità del personaggio, ma anche in termini di gioco: infatti, a seconda della regione di appartenenza, si acquisiscono ulteriori linguaggi automatici, e la lista dei linguaggi bonus viene modificata. Inoltre esistono "talenti regionali", ovvero talenti fra i cui prerequisiti figurano determinate regioni dove la classe a cui è indirizzato il talento è prevalente.

## Cosmologia
I Reami hanno una cosmologia che prevede numerosi piani di esistenza, tra cui il Piano Materiale in cui si trova Toril. Fin dal rilascio del primo manuale base, la cosmologia era condivisa con quella di molte altre ambientazioni di D&D; la disposizione dei piani di esistenza era tale da formare una "Grande Ruota", ed ogni ambientazione era collegata alle altre da vari piani di esistenza, in modo da formare un unico universo interconnesso. Nella revisione dell'ambientazione per D&D Terza Edizione la cosmologia dei Forgotten Realms è stata cambiata da Sean K. Reynolds, distaccandosi da quella comune per formarne una a sé stante, anche se alcuni piani sono rimasti (i Piani di Transizione, i Piani Interni e, dei Piani Esterni, l'Abisso e i Nove Inferi); la disposizione dei piani (così come il Piano Astrale) ha ora assunto la forma di un "Grande Albero". Una delle differenze più importanti fra le due tipologie di cosmologia è che in quella ad albero è estremamente difficile viaggiare da un piano all'altro (cioè da un "ramo" all'altro) senza passare dal Piano Materiale (cioè il "tronco"); gli abitanti degli altri piani quindi tengono in grande considerazione quest'ultimo piano. Inoltre, fino alla seconda revisione, il pianeta di Toril era inserito nel Realmspace, un'enorme sfera dalle pareti cristalline il cui interno è simile al sistema solare, appartenente all'ambientazione per AD&D Seconda Edizione Spelljammer; nel Realmspace, Toril è uno degli otto pianeti esistenti ed è il terzo in ordine di distanza dal sole. Il Realmspace è stato introdotto con l'omonima espansione nel 1991, ma nei manuali per D&D Terza Edizione non ce n'è traccia, probabilmente perché per Spelljammer non c'è stata nessuna revisione per D&D3ed. Sparsi per tutto il Faerûn, parte dei quali lascito dell'antico impero di Netheril, vi sono numerosi portali magici che consentono a chi li attraversa di viaggiare fra i piani. È previsto inoltre che le divinità degli altri continenti possano risiedere in piani di esistenza la cui disposizione assume una forma differente (ad esempio, il Piano Astrale delle divinità di Maztica ha la forma di una "Grande Piramide").

## Magia
Nei Reami, che sono pervasi dalla magia, esiste la Trama. Essenzialmente mantenuta da Mystra, la divinità della magia, permette agli incantatori arcani mortali di lanciare incantesimi senza incorrere nel pericolo della magia allo stato grezzo. Dopo la sua prima morte si sono andate a creare delle imperfezioni della Trama; per questo motivo, esistono zone di magia selvaggia e magia morta. Nelle prime gli incantatori arcani hanno una probabilità di vedere il loro incantesimo mutare, visto che si trovano nelle vicinanze di imperfezioni della trama. Nelle zone di magia morta invece vi sono dei buchi nella Trama. Questo si rispecchia nell'impossibilità di lanciare incantesimi. Le dimensioni di queste zone variano notevolmente, potendo passare da pochi metri quadrati ad intere regioni.

## Religione
La religione nei Forgotten Realms è politeista. Sono presenti moltissime divinità, diverse nei loro poteri e nelle loro aree di influenza, divise in pantheon a seconda del luogo e del popolo che li venera. Gli dei hanno un ruolo attivo nell'influenzare gli eventi e spesso entrano in diretto contatto con gli abitanti del pianeta, a volte prescegliendo i propri Eletti. Possono anche essere presenti fisicamente sotto forma di avatar, ma ciò accade di rado e quasi sempre all'insaputa dei mortali. A seconda della zona geografica una divinità può essere conosciuta con nomi differenti.
La divinità più importante, comune a tutti i pantheon, è Ao, creatore dell'universo, impegnato nel mantenimento del bilanciamento cosmico; Lord Ao può elevare i mortali a divinità o distruggere quelle esistenti, se necessario.

## Storia editoriale

### Manuali
È bene tenere presente che la maggior parte del materiale di Forgotten Realms è stato pubblicato per AD&D Seconda Edizione, anche se i supplementi per D&D Terza Edizione, con aggiornamento alla versione 3.5, sono in continuo aumento. I primi manuali pubblicati erano per AD&D Prima Edizione; dunque esistono per questa versione del gioco, ma in numero molto minore. Sono invece inesistenti quelli per Original D&D. In ogni caso però il grado di adattabilità e di riutilizzo delle informazioni contenute è molto elevato.
I manuali, usciti per le varie edizioni di Dungeons & Dragons, si dividono in base e supplementi (o accessori). I primi offrono un quadro generale dell'ambientazione, con una limitata descrizione delle zone geografiche, degli eventi e dei protagonisti. I supplementi, oltre ad approfondire la conoscenza di specifiche zone geografiche e la storia di quei territori, possono essere dedicati a divinità, personaggi, particolari razze o classi, organizzazioni o compagnie mercenarie, oggetti (magici o meno), o altro ancora. Molti dei manuali sono stati pubblicati in passato dalla TSR, mentre oggi vengono pubblicati dalla Wizards of the Coast. La traduzione in italiano di una parte di essi è fatta ad opera della casa editrice Twenty Five Edition.
I manuali di base sono tre e possono essere considerati delle revisioni successive; infatti, oltre ad aggiornare il contenuto con le regole dell'ultima versione di D&D, approfondiscono le informazioni presenti nel manuale precedente e ne aggiungono di nuove.
- Forgotten Realms Campaign Set (conosciuto anche come "vecchia scatola grigia"), di Ed Greenwood e Jeff Grubb (TSR, 1987). Il manuale (o, più precisamente, il boxed set), per AD&D Prima Edizione, inedito in Italia, è costituito da una scatola che contiene due volumi: Cyclopedia of the Realms e DM's Sourcebook of the Realms, oltre ad alcune mappe di Faerûn. Gli eventi vengono narrati fino al 1357 CV (Anno del Principe).
- Forgotten Realms Ambientazione (seconda edizione), di Ed Greenwood, Jeff Grubb e Don Bingle (TSR, 1993). Il boxed set, per AD&D Seconda Edizione, tradotto successivamente anche in italiano, è costituito da una scatola che contiene tre volumi: A spasso per i Reami, Dar vita ai Reami e Shadowdale, oltre che un Monstrous Compendium (cioè un compendio al Manuale dei Mostri), nuove mappe di Faerûn e schede con simboli grafici. La storia avanza di dieci anni, dal 1357 CV alla fine del 1367 CV (Anno dello Scudo); in questo arco temporale è occorsa la fase storica chiamata Periodo dei Disordini.
- Forgotten Realms Ambientazione (terza edizione), di Ed Greenwood, Sean K. Reynolds, Skip Willams e Rob Heinsoo (Wizards of the Coast, 2001). Il manuale, per D&D Terza Edizione (versione 3.0), tradotto anche in italiano, è costituito da un volume unico che allega una mappa aggiornata di Faerûn. La storia avanza di cinque anni, dal 1367 CV al giorno di Scudiuniti del 1372 CV (Anno della Magia Selvaggia), anche se i supplementi più recenti per AD&D2 hanno raccontato gli eventi fino al 1370 CV (Anno del Boccale) per le zone interessate.
  - Guida del Giocatore a Faerûn, di Richard Baker e James Wyatt (Wizards of the Coast, 2004). Questo supplemento, per D&D Terza Edizione (versione 3.5), simile nella concezione al manuale Adventures del 1990, può essere considerato una revisione dell'ultimo manuale base (un cosiddetto "crunch"); oltre ad aggiornarne parte del contenuto e a dare indicazioni su come aggiornare le informazioni alle regole della revisione 3.5, prende in considerazione tutto il materiale (non solo specifico per i FR) pubblicato negli anni seguenti, e, fra l'altro, dà una descrizione molto dettagliata della cosmologia di Toril, dà indicazioni su come utilizzare personaggi psionici nei Reami, narra due importanti eventi di Faerûn (la «Guerra degli arcimaghi» e la «Guerra della regina ragno») spostando la storia di quasi un anno fino al 1° Kythorn del 1373 CV (Anno dei Draghi Vagabondi).

I supplementi sono oltre un centinaio, pubblicati per le varie edizioni di D&D, aggiornati regolisticamente e storicamente in riferimento al manuale base esistente al momento della loro uscita. Alcuni esempi:
- The Savage Frontier (FR5), di Paul Jaquays (TSR, 1988). 64 pagine, per AD&D Prima Edizione. Supplemento che fornisce informazioni sul territorio del Nord.
- Dreams of The Red Wizards (FR6), di Steve Perrin (TSR, 1988). 64 pagine, per AD&D Prima Edizione. Supplemento che fornisce informazioni sulla potente enclave dei Maghi Rossi di Thay.
- City of Splendors, di Ed Greenwood e Steven Schend (TSR, 1994). 4 libri (Boxed Set), per AD&D Seconda Edizione (2.0). Supplemento che fornisce dettagliate informazioni sulla più grande ed importante città di Faerûn, Waterdeep; nel 2005 è stata pubblicata la revisione per D&D3ed, City of Splendors: Waterdeep.
- Cloak & Dagger, di Eric L. Boyd, Sean K. Reynolds e Steven Schend (Wizards of the Coast, 2000). 158 pagine, per AD&D Seconda Edizione (2.5). Supplemento che fornisce informazioni sulle più importanti organizzazioni segrete che operano nel Faerûn.
- Faiths & Pantheons, di Eric L. Boyd ed Eric Mona (Wizards of the Coast, 2002). 224 pagine, per D&D Terza Edizione. Supplemento che fornisce informazioni sulla maggior parte delle divinità faerûniane (è la revisione del contenuto di due manuali per AD&D2ed, Faiths & Avatars e Powers & Pantheons)

Nessun manuale per AD&D Prima Edizione è stato tradotto in italiano, mentre della moltitudine di supplementi usciti per AD&D Seconda Edizione solo due sono stati tradotti:
- Cormyr (Cormyr)
- I Drow dei Reami (The Drow of the Underdark)

Supplementi per D&D Terza Edizione tradotti in italiano:
- Fedi & Pantheon (Faiths & Pantheons)
- Guida del Giocatore a Faerûn (Player's Guide to Faerûn)
- Irraggiungibile Est (Unapproachable East)
- Magia di Faerûn (Magic of Faerûn)
- Marche d'Argento (Silver Marches)
- Mostri di Faerûn (Monsters of Faerûn)
- Razze di Faerûn (Races of Faerûn)
- Regni del Serpente (Serpent Kingdoms)
- Signori dell'Oscurità (Lords of Darkness)
- Sottosuolo di Faerûn (Underdark)
- Splendente Sud (Shining South)
- Campioni della Rovina (Champions of Ruin)

### Moduli d'avventura
I moduli d'avventura contribuiscono ad approfondire le informazioni già presenti nei manuali o ad aggiungerne di nuove. Alcuni esempi:
- Bloodstone Pass (H1), di Douglas Niles e Michael Dobson (TSR, 1985). Per AD&D Prima Edizione, consigliato per PG di livello 15. Giocabile solo con il sistema di gestione di battaglie Battlesystem, è stato il primo modulo in cui è possibile scegliere i FR come ambientazione.
- Under Illfarn (N5), di Steve Perrin (TSR, 1987). Per AD&D Prima Edizione, consigliato per PG di livello 1-3. È stato il primo modulo a riportare il logo Forgotten Realms stampato in copertina)
- Curse of the Azure Bonds (FRC2), di Jeff Grubb e George MacDonald (TSR, 1989). Per AD&D Seconda Edizione, consigliato per PG di livello 6-9.
- Hordes of Dragonspear (SRQ2), di William W. Connors (TSR, 1992). Per AD&D Seconda Edizione, consigliato per PG di livello 10-12.
- Castle Spulzeer (TSR9344), di Doug Stewart (TSR, 1997). Per AD&D Seconda Edizione, consigliato per PG di livello 8-12. È presente un finale alternativo che dà la possibilità al DM di trasferire i personaggi nell'ambientazione Ravenloft.
- Sons of Gruumsh, di Christopher Perkins (Wizards of the Coast, 2005). Per D&D Terza Edizione (3.5), consigliato per PG di livello 4.

Moduli d'avventura per AD&D Seconda Edizione tradotti in italiano:
- Castel Spulzeer (Castle Spulzeer)
- La Torre Maledetta (The Accursed Tower)
- Trilogia di Randal Morn
  - Il Segreto del Bosco dei Ragni (The Secret of Spiderhaunt)
  - La Spada delle Valli (The Sword of the Dales)
  - Il Ritorno di Randal Morn (The Return of Randal Morn)

Moduli d'avventura per D&D Terza Edizione tradotti in italiano:
- La Città della Regina Ragno (City of the Spider Queen)

### Romanzi
Sono oltre 250 i romanzi che hanno contribuito ad aggiungere nuovi personaggi, nuovi eventi e ad approfondire la storia di Forgotten Realms, ma solo una piccola parte di essi è stata tradotta in italiano (le prime traduzioni risultarono pessime) e pubblicati dalla casa editrice Armenia, tra i quali:
- Trilogia degli elfi scuri
  - Il dilemma di Drizzt
  - La fuga di Drizzt
  - L'esilio di Drizzt
- Trilogia delle terre perdute
  - Le lande di ghiaccio
  - Le lande d'argento
  - Le lande di fuoco
- L'eredità di Drizzt
  - L'eredità
  - Notte senza stelle
  - L'assedio delle ombre
  - L'alba degli eroi
- I Sentieri delle Tenebre
  - La lama silente
  - L'ora di Wulfgar
  - Il mare delle spade
- La lama del cacciatore
  - L'orda degli orchi
  - Il cacciatore solitario
  - Le due spade
- Transizioni
  - Il re degli orchi
  - Il re dei pirati
  - Il re degli spettri

- The Cleric Quintet
  - Il cantico
  - Le ombre della foresta
  - Le maschere della notte
  - La fortezza caduta
  - La maledizione del caos
- I soldati di ventura
  - Il Servitore della reliquia
  - La promessa del Re Stregone
  - La strada del patriarca
- Trilogia di Elminster
  - Elminster - La nascita di un mago
  - Elminster - Il viaggio
  - Elminster - La tentazione
- L'epopea di Elminster
  - Elminster all'inferno
  - La figlia di Elminster
- Trilogia di Avatara
  - La città delle ombre
  - La città di Tantras
  - La città degli abissi
- Luci e ombre
  - La figlia del drow
  - Trame nell'oscurità
  - Windwalker

#### Differenze nelle traduzioni
Nelle traduzioni in italiano del materiale per Dungeons & Dragons, dei romanzi e dei videogiochi dedicati a Forgotten Realms, si sono verificate delle discrepanze.
| nel materiale per D&D  | nei romanzi                      |
| ---------------------- | -------------------------------- |
| Bane                   | Dissidio                         |
| Mask                   | Maschera                         |
| Dieci Cittadine        | Ten Towns                        |
| Mithral Hall           | Mithril Hall                     |
| Shadowdale             | Città delle Ombre                |
| Sottosuolo             | Buio Profondo, Mondo Sotterraneo |
| Tavole del Fato        | Tavole del Destino               |
| Valle del Vento Gelido | Valle del Vento Ghiacciato       |
| Waterdeep              | Città degli Abissi               |
| Periodo dei Disordini  | Era dei Pericoli                 |

### Dragon
Dragon, una delle riviste ufficiali di Dungeons & Dragons attualmente edita dalla Paizo Publishing, pubblica, fra gli altri, articoli che contengono nuove informazioni sui Reami, spesso scritti personalmente da Ed Greenwood; anche molte avventure di Dungeon sono ambientate nei FR. Alcuni di questi scritti possono essere trovati anche nell'edizione italiana della rivista, Dragon & Dungeon.

### Internet
Il sito della Wizards of the Coast dedicato ai Forgotten Realms contiene alcune serie di articoli riguardanti il Faerûn (molti scritti da Greenwood) che contribuiscono ad aggiungere e ad approfondire informazioni contenute nei manuali base e nei supplementi. Alcune serie vengono tutt'oggi regolarmente aggiornate: 
- The Border Kingdoms - Guida ai Regni di Confine.
- Class Chronicles - Come adattare le classi del Player's Handbook II per giocare nei Reami.
- Green Reagent - Campagna di gioco permanente ambientata nei FR organizzata dalla Roleplaying Gamers Association (RPGA).
- Realmslore - Approfondimento di zone geografiche, eventi, vita quotidiana.
- Return to Undermountain - Descrizione dei livelli di Sottomonte.
- Waterdeep News - Notizie dal giornale cittadino.

Altre sono disponibili nell'archivio delle serie ritirate (la WotC dichiara di volerlo cancellare a breve):
- Elminster Speaks - Approfondimento di zone geografiche, eventi, vita quotidiana (67 articoli).
- Magic Books of Faerûn - Raccolta di incantesimi (14 articoli).
- Mintiper's Cheapbook - Poemi, ballate e avventure dal libro di Mintiper, leggendario bardo avventuriero (10 articoli).
- Perilous Gateway - Descrizione di alcuni portali magici (30 articoli).
- Rand's Travelogue - I viaggi di Rand Sharpwood attraverso i Reami (22 articoli).
- Realms by Night - Fantasmi e spettri della città di Waterdeep (11 articoli).
- Realms Personalities - Raccolta di nuovi personaggi degni di nota (30 articoli).
- Wyrms of the North - Descrizione dei draghi che hanno dominio nel Nord, nelle Terre Centrali Occidentali, nelle Terre dell'Intrigo e nei Regni delle Isole, zone geografiche di Faerûn (30 articoli).

È possibile inoltre scaricare gratuitamente alcuni supplementi e moduli d'avventura per AD&D Seconda Edizione, fra i quali:
- Lands of Intrigue, approfondimento della zona geografica denominata "Terre dell'Intrigo".
- Serie Arcane Age, supplementi che narrano eventi accaduti nelle ere passate della storia di Faerûn.
  - Cormanthyr
  - The Fall of Myth Drannor
  - Netheril:Empire of Magic
- alcune "guide di Volo", supplementi scritti da Ed Greenwood in forma di racconto del personaggio Volothamp Geddarm che forniscono dettagliatissime e particolari informazioni su alcune regioni di Faerûn.
  - Volo's Guide to Cormyr
  - Volo's Guide to the Dalelands
  - Volo's Guide to the North
  - Volo's Guide to All Things Magical, in questo caso si tratta di potenti artefatti magici.
- Villains' Lorebook, contrapposto all'Heroes' Lorebook, raccoglie personaggi faerûniani malvagi, fra i quali l'assassino Artemis Entreri, il mago pazzo Halaster Blackcloak e il drow Jarlaxle Baenre.
- Corsairs of the Great Sea, i corsari del Grande Mare al largo delle coste del continente Zakhara.
- City of Ravens Bluff, approfondimento della principale città del Vast.
- Four from Cormyr, avventura ambientata nel Cormyr, una terra medievaleggiante.

## Altri media
Videogiochi
Moltissimi i videogiochi, soprattutto CRPG, sviluppati sia per Personal Computer che per console, parte dei quali localizzati in italiano, che, fin dagli anni novanta, hanno avuto come ambientazione i Forgotten Realms. Molti di essi formano delle serie in cui, oltre ai capitoli principali, sono state pubblicate degli expansion pack. 
- Serie Baldur's Gate
  - Baldur's Gate (1998)
  - Baldur's Gate: Tales of the Sword Coast (expansion pack, 1999)
  - Baldur's Gate II: Shadows of Amn (2000)
  - Baldur's Gate II: Throne of Bhaal (expansion pack, 2001)
  - Baldur's Gate III (2023)
- Sottoserie Dark Alliance
  - Baldur's Gate: Dark Alliance (per console, 2001)
  - Baldur's Gate: Dark Alliance II (per console, 2004)
- Blood & Magic (1997)
- Descent to Undermountain (1997)
- Dungeons & Dragons: Daggerdale (2011)
- Dungeon Hack (1993)
- Serie Eye of the Beholder
  - Eye of the Beholder (1990)
  - Eye of the Beholder II: The Legend of Darkmoon (1991)
  - Eye of the Beholder III: Assault on Myth Drannor (1993)
- Forgotten Realms: Demon Stone (2004)
- Forgotten Realms Unlimited Adventures (1993)
- Hillsfar (1989)
- Serie Icewind Dale
  - Icewind Dale (2000)
  - Icewind Dale: Heart of Winter (expansion pack, 2001)
  - Icewind Dale: Trials of the Luremaster (expansion pack scaricabile gratuitamente, 2001)
  - Icewind Dale II (2002)
- Menzoberranzan (1994)
- Serie Neverwinter Nights
  - Neverwinter Nights (2002)
  - Neverwinter Nights: Shadows of Undrentide (expansion pack, 2003)
  - Neverwinter Nights: Orde dal Sottosuolo (expansion pack, 2003)
  - Neverwinter Nights 2 (2006)
  - Neverwinter Nights 2: Mask of the Betrayer (expansion pack, 2007)
  - Neverwinter Nights 2: Storm of Zehir (expansion pack, 2008)
- Serie Pool of Radiance
  - Pool of Radiance (1988)
  - Curse of the Azure Bonds (1989)
  - Secret of the Silver Blades (1990)
  - Pools of Darkness (1991)
- Pool of Radiance: Ruins of Myth Drannor (2001)
- Serie Savage Frontier
  - Gateway to the Savage Frontier (1989)
  - Treasures of the Savage Frontier (1992)
- Sword Coast Legends (2011)

## Riconoscimenti
Origins Award
- Pool of Radiance, Strategic Simulations. - Best Fantasy or Science fiction Computer Game of 1988.
- Curse of the Azure Bonds, Strategic Simulations. - Best Fantasy or Science Fiction Computer Game of 1989.
- Forgotten Realms Adventures, di Ed Greenwood e Jeff Grubb (TSR, 1990), per AD&D Seconda Edizione. - Best Roleplaying Supplement of 1990.
- Forgotten Realms, di Paul Brown, Reality Simulations. - Best New Play-by-Mail Game of 1994.
- Baldur's Gate, Interplay. - Best Roleplaying Computer Game of 1998.
- The Silent Blade (La lama silente), di R.A. Salvatore (Wizards of the Coast, 1998). - Best Game-Related Novel of 1998.
- Baldur's Gate: Tales of the Sword Coast, Interplay Productions. - Best Roleplaying Computer Game of 1999.
- Forgotten Realms Campaign Setting, di Ed Greenwood, Sean K. Reynolds, Skip Williams, Rob Heinsoo (Wizards of the Coast, 2001). - Best Role-Playing Game Supplement of 2001.
- City of the Spider Queen, di James Wyatt (Wizards of the Coast). - Best Role-Playing Adventure of 2002.
- Nel 2004 Ed Greenwood è fra le Hall of Fame Inductees.
- Baldur's Gate III è stato insignito del premio gioco dell'anno dei The Game Awards del 2023